# Grup de minerals
Un grup de minerals és una agrupació d'espècies minerals segons determinats criteris, generalment químics i/o cristal·logràfics. Quan un grup en conté d'altres grups acostuma a anomenar-se «supergrup». De la mateixa manera un grup pot estar format per diversos «subgrups».

## Grups de la classe I: elements natius
Els grups que contenen minerals de la classe dels elements natius són:
| Grup                       | Espècies al grup (elements natius al grup) i nom de les espècies | Espècies al grup (elements natius al grup) i nom de les espècies |
| -------------------------- | ---------------------------------------------------------------- | ---------------------------------------------------------------- |
| Grup de l'arsènic          | 4 (4)                                                            | Arsènic, antimoni, bismut i estibarseni                          |
| Subgrup de l'auricuprur    | 2 (2)                                                            | Auricuprur i Cuproaurur                                          |
| Grup de la barringerita    | 2 (2)                                                            | Barringerita i monipita                                          |
| Subgrup de la cohenita     | 1 (1)                                                            | Cohenita                                                         |
| Grup del coure             | 4 (3)                                                            | Argent, coure i or                                               |
| Supergrup de la perovskita | 50 (3)                                                           | Subgrup de l'auricuprur i subgrup de la cohenita                 |

## Grups de la classe II: sulfurs
Els grups que contenen minerals de la classe dels sulfurs són:
| Grup                             | Espècies al grup (sulfurs al grup) i nom de les espècies | Espècies al grup (sulfurs al grup) i nom de les espècies |
| -------------------------------- | -------------------------------------------------------- | --- |
| Grup de l'acantita               | 3 (3)                                                    | Acantita, aguilarita i cervel·leïta |
| Grup de l'aleksita               | 6 (6)                                                    | Aleksita, babkinita, kochkarita, poubaïta, rucklidgeïta i saddlebackita |
| Grup de l'argirodita             | 5 (5)                                                    | Alburnita, argirodita, canfieldita, putzita i spryita |
| Subgrup de l'arsenofreibergita   | 3 (3)                                                    | Argentotennantita-(Fe), argentotennantita-(Zn) i cenoargentotennantita-(Fe) |
| Grup de l'arsenopirita           | 5 (5)                                                    | Arsenopirita, glaucodot, gudmundita, osarsita i ruarsita |
| Grup de la berthierita           | 3 (3)                                                    | Berthierita, clerita i garavel·lita |
| Grup de la berzelianita-umangita | 2 (2)                                                    | Berzelianita i umangita |
| Subgrup de la bornhardtita       | 2 (2)                                                    | Bornhardtita i trüstedtita |
| Grup de la bournonita            | 4 (4)                                                    | Bournonita, cerromojonita, seligmannita i součekita |
| Grup de la bukovita              | 4 (4)                                                    | Bukovita, murunskita, sabatierita i talcusita |
| Grup de la calcopirita           | 7 (7)                                                    | Calcopirita, eskebornita, gal·lita, laforêtita, lenaïta, roquesita i shenzhuangita |
| Grup de la calcostibita          | 4 (4)                                                    | Calcostibita, emplectita, grundmannita i přibramita |
| Grup de la chabourneïta          | 5 (5)                                                    | Chabourneïta, dalnegroïta, dewitita, protochabourneïta i shimenita |
| Grup de la cilindrita            | 4 (4)                                                    | Abramovita, cilindrita, levyclaudita i merelaniïta |
| Grup de la cobaltita             | 17 (17)                                                  | Andrieslombaardita, changchengita, cobaltita, gersdorffita, hollingworthita, irarsita, jolliffeïta, kalungaïta, maslovita, mayingita, michenerita, milotaïta, padmaïta, testibiopal·ladita, tolovkita, ullmannita i willyamita                                                               |
| Grup del coure                   | 4 (1)                                                    | Maldonita |
| Grup de la djerfisherita         | 5 (5)                                                    | Djerfisherita, gmalimita, owensita, talfenisita i zoharita |
| Grup de la franckeïta            | 3 (3)                                                    | Coiraïta, franckeïta i ramosita |
| Subgrup de la freibergita        | 5 (5)                                                    | Argentotetraedrita-(Fe), argentotetraedrita-(Hg), argentotetraedrita-(Zn), cenoargentotetraedrita-(Fe) i cenoargentotetraedrita-(Zn) |
| Subgrup de la giraudita          | 1 (1)                                                    | Giraudita-(Zn) |
| Subgrup de la goldfieldita       | 3 (3)                                                    | Arsenogoldfieldita, goldfieldita i estibiogoldfieldita |
| Subgrup de la hakita             | 4 (4)                                                    | Hakita-(Cd), hakita-(Fe), hakita-(Hg) i hakita-(Zn) |
| Grup de la kuvaevita             | 4 (4)                                                    | Ferrotorryweiserita, kuvaevita, tamuraïta i torryweiserita |
| Grup de la pearceïta-polibasita  | 11 (11)                                                  | Argentopearceïta, argentopolibasita-T2ac, auropearceïta, auropolibasita, benleonardita, cupropearceïta, cupropolibasita, fengruiïta, pearceïta, polibasita i selenopolibasita |
| Grup de la pentlandita           | 7 (7)                                                    | Argentopentlandita, cobaltopentlandita, geffroyita, oberthürita, pentlandita, sugakiïta i xadlunita |
| Supergrup de la pentlandita      | 11 (11)                                                  | Grup de la pentlandita i grup de la kuvaevita |
| Supergrup de la perovskita       | 50 (5)                                                   | Subgrup de la skutterudita i olgafrankita |
| Subgrup de la rojdestvenskaiaïta | 2 (2)                                                    | Cenorojdestvenskaiaïta-(Fe) i rojdestvenskaiaïta-(Zn) |
| Subgrup de la skutterudita       | 4 (4)                                                    | Ferroskutterudita, kieftita, niquelskutterudita i skutterudita |
| Subgrup de la tennantita         | 8 (8)                                                    | Tennantita-(Cd), tennantita-(Cu), tennantita-(Fe), tennantita-(Hg), tennantita-(In), tennantita-(Mn), tennantita-(Ni) i tennantita-(Zn) |
| Grup de la tetraedrita           | 37 (37)                                                  | Subgrup de l'arsenofreibergita, subgrup de la freibergita, subgrup de la giraudita, subgrup de la goldfieldita, subgrup de la hakita, pošepnýita, subgrup de la rojdestvenskaiaïta, subgrup de la tennantita, subgrup de la tetraedrita, subgrup de la ustalečita i subgrup de la zvěstovita |
| Subgrup de la tetraedrita        | 7 (7)                                                    | Tetraedrita-(Cu), tetraedrita-(Fe), tetraedrita-(Hg), tetraedrita-(Mn), tetraedrita-(Ni) i tetraedrita-(Zn) |
| Subgrup de la ustalečita         | 2 (2)                                                    | Estibioustalečita |
| Subgrup de la zvěstovita         | 2 (2)                                                    | Zvěstovita-(Fe) i zvěstovita-(Zn) |

## Grups de la classe III: halurs
Els grups que contenen minerals de la classe dels halurs són:
| Grup                       | Espècies al grup (halurs al grup) i nom de les espècies | Espècies al grup (halurs al grup) i nom de les espècies |
| -------------------------- | ------------------------------------------------------- | --- |
| Grup de l'atacamita        | 16 (16)                                                 | Atacamita, botallackita, clinoatacamita, gillardita, haydeeïta, herbertsmithita, hibbingita, iyoïta, kapellasita, kempita, leverettita, misakiïta, paratacamita, paratacamita-(Mg), paratacamita-(Ni) i tondiïta |
| Grup de la calomelana      | 3 (3)                                                   | Calomelana, kuzminita i moschelita |
| Grup de la chukhrovita     | 5 (5)                                                   | Chukhrovita-(Ca), chukhrovita-(Ce), chukhrovita-(Nd), chukhrovita-(Y) i meniaylovita |
| Subgrup de la clorocalcita | 1 (1)                                                   | Clorocalcita |
| Subgrup de la criolita     | 3 (3)                                                   | Criolita, simmonsita i elpasolita |
| Subgrup de la diaboleïta   | 1 (1)                                                   | Diaboleïta |
| Supergrup del granat       | 40 (1)                                                  | Criolitionita |
| Subgrup de l'hematofanita  | 1 (1)                                                   | Hematofanita |
| Subgrup de la neighborita  | 2 (2)                                                   | Neighborita i parascandolaïta |
| Subgrup de l'oskarssonita  | 2 (2)                                                   | Oskarssonita i waimirita-(Y) |
| Supergrup de la perovskita | 50 (10)                                                 | Subgrup de la clorocalcita, subgrup de la criolita, subgrup de la neighborita, subgrup de la diaboleïta, subgrup de l'hematofanita i subgrup de l'oskarssonita                                                   |

## Grups de la classe IV: òxids
Els grups que contenen minerals de la classe dels òxids són:
| Grup                          | Espècies al grup (òxids al grup) i nom de les espècies | Espècies al grup (òxids al grup) i nom de les espècies |
| ----------------------------- | ------------------------------------------------------ | --- |
| Grup de la baddeleyita        | 2 (2)                                                  | Akaogiïta i baddeleyita |
| Grup de la betafita           | 2 (2)                                                  | Oxicalciobetafita i oxiuranobetafita |
| Grup de la birnessita         | 3 (3)                                                  | Birnessita, rancieïta i takanelita |
| Grup de la bitikleïta         | 4 (4)                                                  | Bitikleïta, dzhuluïta, elbrusita i usturita |
| Grup de la bottinoïta         | 2 (2)                                                  | Bottinoïta i brandholzita |
| Subgrup de la brownmil·lerita | 5 (5)                                                  | Brownmil·lerita, nataliakulikita, shulamitita, srebrodolskita i xariguinita |
| Subgrup de la brucita         | 5 (5)                                                  | Amakinita, brucita, portlandita, pirocroïta i teofrastita |
| Grup de la byströmita         | 3 (3)                                                  | Byströmita, ordoñezita i tredouxita |
| Grup de la calcofanita        | 4 (4)                                                  | Aurorita, calcofanita, ernienickelita i jianshuiïta |
| Grup de la calzirtita         | 3 (3)                                                  | Calzirtita, hiärneïta i tazheranita |
| Grup de la carnotita          | 8 (8)                                                  | Carnotita, margaritasita, metatiuiamunita, metavanuralita, sengierita, strelkinita, tiuiamunita i vanuralita |
| Grup de la cervantita         | 6 (6)                                                  | Bismutocolumbita, bismutotantalita, cervantita, clinocervantita, estibiocolumbita i estibiotantalita |
| Grup de la claudetita         | 2 (2)                                                  | Claudetita i estibioclaudetita |
| Grup de la columbita          | 7 (7)                                                  | Columbita-(Fe), columbita-(Mg), columbita-(Mn), qitianlingita, tantalita-(Fe), tantalita-(Mg) i tantalita-(Mn) |
| Supergrup de la columbita     | 34 (34)                                                | Grup de la columbita, grup de la ixiolita, grup de la samarskita, grup de la wodginita, grup de la wolframita i nioboixiolita-(Fe³⁺) |
| Grup de la coronadita         | 8 (8)                                                  | Coronadita, criptomelana, estronciomelana, ferricoronadita, ferrihol·landita, hol·landita, manjiroïta i tal·liomelana |
| Grup de la crichtonita        | 20 (20)                                                | Almeidaïta, botuobinskita, cleusonita, crichtonita, davidita-(Ce), davidita-(La), davidita-(Y), dessauïta-(Y), gramaccioliïta-(Y), haitaïta-(La), landauïta, lindsleyita, loveringita, mapiquiroïta, mathiasita, mianningita, mirnyïta, paseroïta, saranovskita i senaïta |
| Grup de la cualstibita        | 3 (3)                                                  | Cualstibita, omsita i zincalstibita |
| Grup de la delafossita        | 2 (2)                                                  | Delafossita i mcconnel·lita |
| Grup del diàspor              | 6 (6)                                                  | Bracewel·lita, diàspor, goethita, groutita, montroseïta i tsumgallita |
| Grup de l'esquinita           | 7 (7)                                                  | Esquinita-(Ce), esquinita-(Nd), esquinita-(Y), rynersonita, tantalesquinita-(Ce), tantalesquinita-(Y) i vigezzita |
| Grup de l'euxenita            | 6 (6)                                                  | Euxenita-(Y), fersmita, itrocrasita-(Y), kobeïta-(Y), loranskita-(Y), tanteuxenita-(Y) i uranopolicrasa |
| Supergrup del granat          | 40 (8)                                                 | Grup de la bitikleïta, katoïta, monteneveïta, priscillagrewita-(Y) i yafsoanita |
| Subgrup de la hawthorneïta    | 4 (4)                                                  | Barioferrita, batiferrita, haggertyïta i hawthorneïta |
| Subgrup de la hibonita        | 2 (2)                                                  | Gorerita i hibonita |
| Grup de la hidrocalumita      | 3 (3)                                                  | Hidrocalumita, kuzelita i mariakrita |
| Grup de la högbomita          | 8 (8)                                                  | Ferrohögbomita-2N2S, ferrohögbomita-6N12S, magnesiohögbomita-2N2S, magnesiohögbomita-2N3S, magnesiohögbomita-2N4S, magnesiohögbomita-6N12S, zincohögbomita-2N2S i zincohögbomita-2N6S                                                                                     |
| Supergrup de la högbomita     | 21 (21)                                                | Grup de la högbomita, grup de la nigerita, grup de la taaffeïta, magnesiobeltrandoïta-2N3S i zincovelesita-6N6S |
| Grup de la ixiolita           | 4 (4)                                                  | Ixiolita-(Fe²⁺), ixiolita-(Mn²⁺), nioboixiolita-(Mn²⁺) i nioboixiolita-(◻) |
| Grup de la kamiokita          | 3 (3)                                                  | Iseïta, kamiokita i majindeïta |
| Subgrup de la liguowuïta      | 1 (1)                                                  | Liguowuïta |
| Grup de la magnetoplumbita    | 12 (12)                                                | Chihuahuaïta, mizraïta-(Ce), yimengita, subgrup de la hawthorneïta, subgrup de la hibonita i subgrup de la magnetoplumbita |
| Subgrup de la magnetoplumbita | 3 (3)                                                  | Magnetoplumbita, nežilovita i plumboferrita |
| Grup de la nigerita           | 6 (6)                                                  | Ferronigerita-2N1S, ferronigerita-6N6S, magnesionigerita-2N1S, magnesionigerita-6N6S, zinconigerita-2N1S i zinconigerita-6N6S |
| Grup de la nolanita           | 3 (3)                                                  | Akdalaïta, ferrihidrita i nolanita |
| Supergrup de la nolanita      | 8 (8)                                                  | Grup de la kamiokita, grup de la nolanita i grup de la rinmanita |
| Subgrup de la perovskita      | 10 (10)                                                | Barioperovskita, goldschmidtita, isolueshita, lakargiïta, loparita-(Ce), lueshita, macedonita, megawita, perovskita i tausonita |
| Supergrup de la perovskita    | 51 (31)                                                | Subgrup de la perovskita, subgrup de la vapnikita, subgrup de la brownmillerita, subgrup de la schoenfliesita, subgrup de la söhngeïta, subgrup de la stottita, bariolakargiïta i nataliakulikita                                                                         |
| Grup del piroclor             | 12 (12)                                                | Cesiocenopiroclor, fluorcalciopiroclor, fluornatropiroclor, hidrocenopiroclor, hidropiroclor, hidroxicalciopiroclor, hidroxicenopiroclor, hidroximanganopiroclor, hidroxinatropiroclor, hidroxiplumbopiroclor, oxicalciopiroclor i oxiplumbopiroclor                      |
| Grup de la rinmanita          | 2 (2)                                                  | Rinmanita i zincorinmanita-(Zn) |
| Grup de la safirina           | 4 (2)                                                  | Addibischoffita i warkita |
| Supergrup de la safirina      | 19 (3)                                                 | Dues espècies del grup de la safirina |
| Grup de la samarskita         | 7 (7)                                                  | Calciosamarskita, ishikawaïta, samarskita-(Y), samarskita-(Yb), shakhdaraïta-(Y), srilankita, itrotantalita-(Y) |
| Subgrup de la schoenfliesita  | 7 (7)                                                  | Burtita, jeanbandyita, mushistonita, natanita, schoenfliesita, vismirnovita i wickmanita |
| Subgrup de la söhngeïta       | 3 (3)                                                  | Bernalita, dzhalindita i söhngeïta |
| Subgrup de la stottita        | 4 (4)                                                  | Mopungita, stottita, tetrawickmanita i zincostottita |
| Grup de la szklaryita         | 1 (1)                                                  | Szklaryita |
| Grup de la taaffeïta          | 5 (5)                                                  | Ferrotaaffeïta-2N'2S, ferrotaaffeïta-6N'3S, magnesiotaaffeïta-2N'2S, magnesiotaaffeïta-2N'2S2 i magnesiotaaffeïta-6N'3S |
| Subgrup de la vapnikita       | 2 (2)                                                  | Latrappita i vapnikita |
| Grup de la wodginita          | 8 (8)                                                  | Achalaïta, ferrotitanowodginita, ferrowodginita, litiotantita, litiowodginita, tantalowodginita, titanowodginita i wodginita |
| Grup de la wolframita         | 8 (8)                                                  | Dmitryvarlamovita, ferberita, heftetjernita, huanzalaïta, hübnerita, nioboheftetjernita, rossovskyita i sanmartinita |

## Grups de la classe V: carbonats
Els grups que contenen minerals de la classe dels carbonats són:
| Grup                    | Espècies al grup (carbonats al grup) i nom de les espècies | Espècies al grup (carbonats al grup) i nom de les espècies |
| ----------------------- | ---------------------------------------------------------- | --- |
| Grup de l'ancilita      | 8 (8)                                                      | Ancilita-(Ce), ancilita-(La), calcioancilita-(Ce), calcioancilita-(La), calcioancilita-(Nd), gysinita-(Ce), gysinita-(La) i gysinita-(Nd)                      |
| Supergrup de l'ancilita | 10 (10)                                                    | Grup de l'ancilita i grup de la kozoïta |
| Grup de l'aragonita     | 4 (4)                                                      | Aragonita, cerussita, estroncianita i witherita |
| Grup de la bastnäsita   | 8 (8)                                                      | Bastnäsita-(Ce), bastnäsita-(La), bastnäsita-(Nd), bastnäsita-(Y), hidroxilbastnäsita-(Ce), hidroxilbastnäsita-(La), hidroxilbastnäsita-(Nd) i thorbastnäsita  |
| Grup de la burbankita   | 8 (8)                                                      | Burbankita, calcioburbankita, khanneshita, lishiïta, petersenita-(Ce), remondita-(Ce), remondita-(La) i sanromanita                                            |
| Grup de la calcita      | 8 (8)                                                      | Calcita, esferocobaltita, gaspeïta, magnesita, otavita, rodocrosita, siderita i smithsonita                                                                    |
| Grup de la cordilita    | 2 (2)                                                      | Cordilita-(Ce) i cordilita-(La) |
| Grup de la devil·lina   | 7 (7)                                                      | Aldridgeïta, campigliaïta, devil·lina, kobyashevita, lautenthalita, ortoserpierita i serpierita                                                                |
| Grup de la dresserita   | 8 (8)                                                      | Alumohidrocalcita, dresserita, dundasita, estronciodresserita, grguricita, hidrodresserita, kochsandorita i petterdita                                         |
| Grup de la kozoïta      | 2 (2)                                                      | Kozoïta-(La) i kozoïta-(Nd) |
| Grup de la mckelveyïta  | 9 (9)                                                      | Alicewilsonita-(YCe), alicewilsonita-(YLa), bainbridgeïta-(NdCe), bainbridgeïta-(YCe), donnayita-(Y), ewaldita, mckelveyïta-(Nd), mckelveyïta-(Y) i weloganita |

## Grups de la classe VI: borats
Els grups que contenen minerals de la classe dels borats són:
| Grup                    | Espècies al grup (borats al grup) i nom de les espècies | Espècies al grup (borats al grup) i nom de les espècies  |
| ----------------------- | ------------------------------------------------------- | -------------------------------------------------------- |
| Grup de la boracita     | 5 (5)                                                   | Boracita, chambersita, congolita, ericaïta i trembathita |
| Grup de la rhabdoborita | 3 (3)                                                   | Rhabdoborita-(Mo), rhabdoborita-(V) i rhabdoborita-(W)   |

## Grups de la classe VII: sulfats
Els grups que contenen minerals de la classe dels sulfats són:
| Grup                       | Espècies al grup (sulfats al grup) i nom de les espècies | Espècies al grup (sulfats al grup) i nom de les espècies |
| -------------------------- | -------------------------------------------------------- | --- |
| Grup de l'alum             | 4 (4)                                                    | Alum-(K), alum-(Na), tschermigita i lanmuchangita |
| Grup de l'aluminita        | 2 (2)                                                    | Aluminita i mangazeïta |
| Supergrup de l'apatita     | 45 (3)                                                   | Aiolosita, caracolita i cesanita (al grup de l'hedifana) |
| Grup de l'aubertita        | 4 (4)                                                    | Aubertita, magnesioaubertita, svyazhinita i wilcoxita |
| Grup de la barita          | 4 (4)                                                    | Anglesita, barita, celestina i hashemita |
| Grup de la blödita         | 5 (5)                                                    | Blödita, changoïta, cobaltoblödita, manganoblödita i niquelblödita |
| Grup de la calcantita      | 5 (5)                                                    | Belogubita, calcantita, jôkokuïta, pentahidrita i sideròtil |
| Grup de la copiapita       | 7 (7)                                                    | Aluminocopiapita, calciocopiapita, copiapita, cuprocopiapita, ferricopiapita, magnesiocopiapita i zincocopiapita                                                                            |
| Grup de la coquimbita      | 3 (3)                                                    | Aluminocoquimbita, coquimbitai paracoquimbita |
| Grup de la d'ansita        | 3 (3)                                                    | D'ansita, d'ansita-(Fe) i d'ansita-(Mn) |
| Grup de l'epsomita         | 3 (3)                                                    | Epsomita, goslarita i morenosita |
| Grup de l'ettringita       | 15 (15)                                                  | Bentorita, buriatita, carraraïta, charlesita, chiyokoïta, ettringita, hielscherita, imayoshiïta, jouravskita, kottenheimita, micheelsenita, siwaqaïta, sturmanita, tatarinovita, thaumasita |
| Grup de l'euclorina        | 2 (2)                                                    | Euclorina i puninita |
| Grup de la fibroferrita    | 2 (2)                                                    | Fibroferrita i xitieshanita |
| Grup de l'hedifana         | 9 (3)                                                    | Aiolosita, caracolita i cesanita |
| Supergrup de la monazita   | 11 (1)                                                   | Crocoïta |
| Supergrup de la perovskita | 50 (1)                                                   | Subgrup de la sulfohalita |
| Subrup de la rietveldita   | 2 (2)                                                    | Rietveldita i zincorietveldita |
| Subgrup de la sulfohalita  | 1 (1)                                                    | Sulfohalita |
| Grup de la svornostita     | 5 (5)                                                    | Subgrup de la svornostita i subgrup de la rietveldita |
| Subrup de la svornostita   | 3 (3)                                                    | Oldsita-(K), svornostita-(K) i svornostita-(NH₄) |

## Grups de la classe VIII: fosfats
Els grups que contenen minerals de la classe dels fosfats són:
| Grup                           | Espècies al grup (fosfats al grup) i nom de les espècies | Espècies al grup (fosfats al grup) i nom de les espècies |
| ------------------------------ | -------------------------------------------------------- | --- |
| Grup de l'acrocordita          | 3 (3)                                                    | Acrocordita, guanacoïta i vargita |
| Grup de l'adelita-descloizita  | 17 (16)                                                  | Adelita, arsendescloizita, austinita, čechita, cobaltaustinita, conicalcita, descloizita, duftita, duftita-alfa, gabrielsonita, gottlobita, hermannroseïta, mottramita, niquelaustinita, pirobelonita i tangeïta |
| Grup de l'al·lactita           | 3 (3)                                                    | Al·lactita, argandita i raadeïta |
| Grup de l'al·luaudita          | 32 (32)                                                  | Al·luaudita, al·luaudita-Ca□, al·luaudita-Na□, arseniopleïta, badalovita, bradaczekita, calciojohil·lerita, camanchacaïta, canutita, cariïnita, erikapohlita, ferroal·luaudita, ferroal·luaudita-NaNa, ferrohagendorfita, groatita, hagendorfita, hagendorfita-NaNa, hatertita, johil·lerita, keyita, khrenovita, maghagendorfita, magnesiocanutita, magnesiohatertita, magnesioqingheiïta, nickenichita, o'danielita, paraberzeliïta, varulita, yazganita, zhanghuifenita i zincobradaczekita |
| Grup de l'alunita              | 17 (17)                                                  | Alunita, amonioalunita, amoniojarosita, argentojarosita, beaverita-(Cu), beaverita-(Zn), dorallcharita, huangita, hidroniojarosita, jarosita, natroalunita, natroalunita-2c, natrojarosita, osarizawaïta, plumbojarosita, schlossmacherita i walthierita |
| Supergrup de l'alunita         | 56 (56)                                                  | Grup de l'alunita, grup de la beudantita, grup de la plumbogummita i grup de la dussertita |
| Grup de l'ambligonita          | 3 (3)                                                    | ambligonita, montebrasita i tavorita |
| Grup de l'apatita              | 14 (14)                                                  | alforsita, apatita, clorapatita, fluoralforsita, fluorapatita, fluorpiromorfita, hidroxilapatita, hidroxilpiromorfita, johnbaumita, mimetita, pieczkaïta, piromorfita, estronadelfita, svabita, turneaureïta i vanadinita |
| Supergrup de l'apatita         | 46 (30)                                                  | Grup de l'apatita, fluorfosfohedifana, hedifana, hidroxilhedifana, miyahisaïta, morelandita, fosfohedifana, grup de la belovita, parafiniukita, pliniusita i vanackerita |
| Supergrup de l'arctita         | 10 (5)                                                   | Grup de l'arctita, grup de la zadovita, aravaïta i krügerita |
| Grup de l'arrojadita           | 11 (11)                                                  | Arrojadita-(BaFe), arrojadita-(BaNa), arrojadita-(KFe), arrojadita-(KNa), arrojadita-(PbFe), arrojadita-(SrFe), dickinsonita-(KMnNa), fluorarrojadita-(BaFe), fluorarrojadita-(BaNa), fluorcarmoïta-(BaNa) i manganoarrojadita-(KNa). |
| Grup de l'arthurita            | 7 (7)                                                    | Arthurita, bendadaïta, cobaltarthurita, earlshannonita, kunatita, ojuelaïta i whitmoreïta |
| Grup de l'atelestita           | 3 (3)                                                    | Atelestita, hechtsbergita i smrkovecita |
| Grup de l'autunita             | 14 (14)                                                  | Autunita, bassetita, heinrichita, kahlerita, metarauchita, novačekita-I, novačekita-II, rauchita, sabugalita, saleeïta, torbernita, uranocircita, uranospinita i zeunerita |
| Grup de la beudantita          | 11 (11)                                                  | Beudantita, cloudita, corkita, gal·lobeudantita, hidalgoïta, hinsdalita, kemmlitzita, oberwolfachita, svanbergita, weilerita i woodhouseïta |
| Grup de la belovita            | 7 (7)                                                    | Belovita-(Ce), belovita-(La), carlgieseckeïta-(Nd), deloneïta, fluorcafita, fluorstrofita i kuannersuïta-(Ce) |
| Grup de la beraunita           | 4 (4)                                                    | Beraunita, ferroberaunita, tvrdýita i zincoberaunita |
| Grup de la berzeliïta          | 4 (4)                                                    | Berzeliïta, manganberzeliïta, palenzonaïta i schäferita |
| Grup de la betpakdalita        | 5 (5)                                                    | Betpakdalita-CaCa, betpakdalita-CaMg, betpakdalita-FeFe, betpakdalita-NaCa i betpakdalita-NaNa |
| Grup de la bjarebyita          | 8 (8)                                                    | Bjarebyita, johntomaïta, kulanita, nigelcookita, penikisita, perloffita, plumbojohntomaïta i plumboperloffita |
| Grup de la bobfergusonita      | 2 (2)                                                    | Bobfergusonita i ferrobobfergusonita |
| Supergrup de la brackebuschita | 16 (16)                                                  | Aldomarinoïta, arsenbrackebuschita, arsentsumebita, bearthita, brackebuschita, bushmakinita, calderonita, canosioïta, feinglosita, ferribushmakinita, gamagarita, goedkenita, grandaïta, lombardoïta, tokyoïta i tsumebita |
| Grup de la brandtita           | 7 (7)                                                    | Brandtita, dobšinaïta, kröhnkita, roselita, rruffita, wendwilsonita i zincroselita |
| Grup de la calcioferrita       | 5 (5)                                                    | Subgrup de calcioferrita i subgrup de montgomeryita |
| Subgrup de la calcioferrita    | 2 (2)                                                    | Calcioferrita i zodacita |
| Grup de la carminita           | 3 (3)                                                    | carminita, crimsonita i sewardita |
| Grup de la clorofenicita       | 4 (4)                                                    | Clorofenicita, jarosewichita, magnesioclorofenicita i peterchinita |
| Grup de la collinsita          | 8 (8)                                                    | Anortoroselita, cassidyita, collinsita, gaitita, hillita, niqueltalmessita, parabrandtita i talmessita |
| Grup de la dongchuanita        | 4 (4)                                                    | Dongchuanita, cuprodongchuanita, zheshengita i cuprozheshengita |
| Grup de la dufrenita           | 6 (6)                                                    | Bimbowrieïta, burangaïta, dufrenita, gayita, matioliïta i natrodufrenita |
| Grup de la dugganita           | 4 (4)                                                    | Cheremnykhita, dugganita, joëlbruggerita i kuksita |
| Grup de la dussertita          | 12 (12)                                                  | Arsenocrandal·lita, arsenoflorencita-(Ce), arsenoflorencita-(La), arsenoflorencita-(Nd), arsenogorceixita, arsenogoyazita, arsenowaylandita, dussertita, graulichita-(Ce), graulichita-(La), karlseifertita, philipsbornita i segnitita |
| Grup de la fairfieldita        | 2 (2)                                                    | Fairfieldita i messelita |
| Grup de la fil·lowita          | 4 (4)                                                    | Chladniïta, fil·lowita, galileiïta i johnsomervilleïta |
| Supergrup del granat           | 40 (4)                                                   | Grup de la berzeliïta |
| Grup de l'hedifana             | 10 (7)                                                   | Fluorfosfohedifana, fluorsigaiïta, hedifana, hidroxilhedifana, miyahisaïta, morelandita i fosfohedifana |
| Grup de la jahnsita            | 23 (23)                                                  | Subgrup de la jahnsita i subgrup de la whiteïta |
| Subgrup de la jahnsita         | 14 (14)                                                  | Jahnsita-(CaFeFe), jahnsita-(CaFeMg), jahnsita-(CaMnFe), jahnsita-(CaMnMg), jahnsita-(CaMnMn), jahnsita-(CaMnZn), jahnsita-(MnMnFe), jahnsita-(MnMnMg), jahnsita-(MnMnMn), jahnsita-(MnMnZn), jahnsita-(NaFeMg), jahnsita-(NaMnMg) i keckita |
| Supergrup de la kröhnkita      | 18 (18)                                                  | Grup de la brandtita, grup de la collinsita, grup de la fairfieldita i dondoel·lita |
| Grup de la manitobaïta         | 1 (1)                                                    | Manitobaïta |
| Grup de la monazita            | 9 (9)                                                    | Cheralita, gasparita-(Ce), gasparita-(La), monazita-(Ce), monazita-(Gd), monazita-(La), monazita-(Nd), monazita-(Sm) i rooseveltita |
| Supergrup de la monazita       | 11 (9)                                                   | Grup de la monazita |
| Subgrup de la montgomeryita    | 3 (3)                                                    | Fanfaniïta, kingsmountita i montgomeryita |
| Grup de la paulkerrita         | 11 (11)                                                  | benyacarita, fluormacraeïta, fluorrewitzerita, hidroxilbenyacarita, hochleitnerita, mantienneïta, macraeïta, paulkerrita, pleysteinita, rewitzerita i sperlingita |
| Grup de la plumbogummita       | 16 (16)                                                  | Benauita, crandal·lita, eylettersita, florencita-(Ce), florencita-(La), florencita-(Nd), florencita-(Sm), gal·loplumbogummita, gorceixita, goyazita, kintoreïta, kintoreïta-2c, plumbogummita, springcreekita, waylandita i zaïrita |
| Subgrup de la whiteïta         | 9 (9)                                                    | Rittmannita, whiteïta-(CaFeMg), whiteïta-(CaMgMg), whiteïta-(CaMnFe), whiteïta-(CaMnMg), whiteïta-(CaMnMn), whiteïta-(MnFeMg), whiteïta-(MnMnMg) i whiteïta-(MnMnMn) |
| Grup de la wyl·lieïta          | 7 (7)                                                    | Ferrorosemaryita, ferrowyl·lieïta, fupingqiuïta, qingheiïta, qingheiïta-(Fe2+), rosemaryita i wyl·lieïta |

## Grups de la classe IX: silicats
Els grups que contenen minerals de la classe dels silicats són:
| Grup                                 | Espècies al grup (silicats al grup) i nom de les espècies | Espècies al grup (silicats al grup) i nom de les espècies |
| ------------------------------------ | --------------------------------------------------------- | --- |
| Grup de l'adelita-descloizita        | 17 (1)                                                    | Vuagnatita |
| Grup de l'al·lanita                  | 23 (23)                                                   | Akasakaïta-(Ce), akasakaïta-(La), al·lanita-(Ce), al·lanita-(La), al·lanita-(Nd), al·lanita-(Sm), al·lanita-(Y), dissakisita-(Ce), dissakisita-(La), ferriakasakaïta-(Ce), ferriakasakaïta-(La), ferrial·lanita-(Ce), ferrial·lanita-(La), ferriandrosita-(Ce), ferriandrosita-(La), manganiakasakaïta-(La), manganiandrosita-(Ce), manganiandrosita-(La), uedaïta-(Ce), vanadoakasakaïta-(Ce), vanadoakasakaïta-(La), vanadoal·lanita-(La) i vanadoandrosita-(Ce) |
| Grup de l'alnaperbøeïta              | 1 (1)                                                     | Alnaperbøeïta |
| Grup del nom arrel antofil·lita      | 4 (4)                                                     | Antofil·lita, ferroantofil·lita, protoantofil·lita i protoferroantofil·lita |
| Supergrup de l'apatita               | 45 (14)                                                   | Grup de la britholita i grup de l'el·lestadita |
| Grup de l'apofil·lita                | 6 (6)                                                     | Fluorapofil·lita-(Cs), fluorapofil·lita-(K), fluorapofil·lita-(Na), fluorapofil·lita-(NH₄), hidroxiapofil·lita-(K) i hidroximcglassonita-(K) |
| Supergrup de l'arctita               | 10 (5)                                                    | Grup de l'arctita, grup de la zadovita, aravaïta i krügerita |
| Grup de l'ardennita                  | 4 (4)                                                     | Alpeïta, ardennita-(As), ardennita-(V) i kannanita |
| Grup del nom arrel arfvedsonita      | 7 (7)                                                     | Arfvedsonita, fluoroarfvedsonita, magnesioarfvedsonita, magnesiofluoroarfvedsonita, potassicarfvedsonita, potassicmagnesioarfvedsonita i potassicmagnesiofluoroarfvedsonita |
| Grup de l'åskagenita                 | 1 (1)                                                     | Åskagenita-(Nd) |
| Grup de l'astrofil·lita              | 7 (7)                                                     | Astrofil·lita, bulgakita, hidroastrofil·lita, nalivkinita, niobofil·lita, tarbagataïta i zircofil·lita |
| Supergrup de l'astrofil·lita         | 15 (15)                                                   | Grup de l'astrofil·lita, grup de la devitoïta, grup de la kupletskita i heyerdahlita·lita |
| Grup de l'axinita                    | 4 (4)                                                     | Axinita-(Fe), axinita-(Mg), axinita-(Mn) i tinzenita |
| Grup de la bafertisita               | 8 (8)                                                     | Bafertisita, bobshannonita, bussenita, camaraïta, hejtmanita, jinshajiangita, perraultita i yoshimuraïta |
| Grup del nom arrel barroisita        | 1 (1)                                                     | Barroisita |
| Grup de la batisita                  | 3 (3)                                                     | Batisita, noonkanbahita i shcherbakovita |
| Grup de la benitoïta                 | 4 (4)                                                     | Bazirita, benitoïta, pabstita i wadeïta |
| Grup del beril                       | 6 (6)                                                     | Avdeevita, bazzita, beril, johnkoivulaïta, pezzottaïta i stoppaniïta |
| Grup de la biotita                   | 10 (10)                                                   | Annita, eastonita, fluorannita, fluoroflogopita, fluorotetraferriflogopita, oxiflogopita, flogopita, siderofil·lita, tetraferriannita i tetraferriflogopita |
| Grup de la biraïta                   | 4 (4)                                                     | Alexkuznetsovita-(Ce), alexkuznetsovita-(La), biraïta-(Ce) i biraïta-(La) |
| Grup de la braunita                  | 5 (5)                                                     | Abswurmbachita, braunita, braunita-II, gatedalita i neltnerita |
| Subgrup de la bridgmanita            | 2 (2)                                                     | Bridgmanita i davemaoïta |
| Grup de la britholita                | 10 (10)                                                   | Britholita-(Ce), britholita-(La), britholita-(Y), calciobritholita, fluorbritholita-(Ce), fluorbritholita-(Nd), fluorbritholita-(Y), fluorcalciobritholita, tritomita-(Ce) i tritomita-(Y) |
| Grup de la canasita                  | 3 (3)                                                     | Canasita, fluorcanasita i frankamenita |
| Grup de la cancrinita                | 29 (29)                                                   | Afghanita, alloriïta, balliranoïta, betzita, biachellaïta, bystrita, cancrinita, cancrisilita, carbobystrita, cianoxalita, davyna, depmeierita, fantappieïta, farneseïta, franzinita, giuseppettita, hidroxicancrinita, kircherita, liottita, marinellita, microsommita, pitiglianoïta, quadridavyna, sacrofanita, slyudyankaïta, steudelita, sulfhidrilbystrita, tounkita i vishnevita |
| Grup del nom arrel cannilloïta       | 4 (4)                                                     | Cannilloïta, ferrocannilloïta, ferroferricannilloïta i fluorocannilloïta |
| Grup de la catapleiïta               | 2 (2)                                                     | Calciocatapleiïta i catapleiïta |
| Grup del nom arrel catoforita        | 5 (5)                                                     | Ferrifluorocatoforita, ferricatoforita, ferroferricatoforita, ferrocatoforita i catoforita |
| Grup de la cerchiaraïta              | 3 (3)                                                     | Cerchiaraïta-(Al), cerchiaraïta-(Fe) i cerchiaraïta-(Mn) |
| Grup de la cerita                    | 5 (5)                                                     | Subgrup de la cerita i subgrup de la taipingita |
| Subgrup de la cerita                 | 3 (3)                                                     | aluminocerita-(CeCa), cerita-(CeCa) i ferricerita-(LaCa) |
| Supergrup de la cerita               | 15 (15)                                                   | Deynekoïta, karwowskiïta, grup de la cerita i grup de la merrillita |
| Grup de la chevkinita                | 14 (14)                                                   | Subgrup de la chevkinita i subgrup de la perrierita |
| Subgrup de la chevkinita             | 7 (7)                                                     | Chevkinita-(Ce), chevkinita-(Nd), christofschäferita-(Ce), delhuyarita-(Ce), dingdaohengita-(Ce), maoniupingita-(Ce) i polyakovita-(Ce) |
| Grup del nom arrel clinoholmquistita | 6 (6)                                                     | Clinoferrifluoroholmquistita, clinoferriholmquistita, clinoferroferrifluoroholmquistita, clinoferroferriholmquistita, clinoferrofluoroholmquistita i clinofluoroholmquistita |
| Subgrup dels clinopiroxens           | 26 (26)                                                   | Augita, burnettita, clinoenstatita, clinoferrosilita, colomeraïta, cosmoclor, davisita, diòpsid, egirina, egirina-augita, espodumena, esseneïta, grossmanita, hedenbergita, jadeïta, jervisita, johannsenita, kanoïta, kushiroïta, namansilita, natalyïta, omfacita, petedunnita, pigeonita, ryabchikovita i tissintita |
| Grup de la clorita                   | 12 (12)                                                   | Baileyclor, borocookeïta, chamosita, clinoclor, cookeïta, donbassita, franklinfurnaceïta, glagolevita, gonyerita, nimita, pennantita i sudoïta |
| Grup del cloritoide                  | 4 (4)                                                     | Cloritoide, magnesiocloritoide, ottrelita i carboirita |
| Grup de la dalyita                   | 4 (4)                                                     | Dalyita, davanita, sazhinita-(Ce) i sazhinita-(La) |
| Grup de la deerita-howieïta          | 4 (4)                                                     | Deerita, howieïta, johninnesita i taneyamalita |
| Grup de la devitoïta                 | 3 (3)                                                     | Devitoïta, lobanovita i sveinbergeïta |
| Grup de la dol·laseïta               | 3 (3)                                                     | Dol·laseïta-(Ce), khristovita-(Ce) i vielleaureïta-(Ce) |
| Grup de la dumortierita              | 2 (2)                                                     | Dumortierita i magnesiodumortierita |
| Supergrup de la dumortierita         | 6 (5)                                                     | Grup de la dumortierita, grup de la holtita i grup de la szklaryita |
| Grup del nom arrel eckermannita      | 7 (7)                                                     | Eckermannita, ferroeckermannita, ferrofluoroeckermannita, fluoroeckermannita, manganieckermannita, manganoferrieckermannita i potassiceckermannita |
| Grup del nom arrel edenita           | 5 (5)                                                     | Edenita, ferroedenita, ferrofluoroedenita, fluoroedenita i potassicferrocloroedenita |
| Grup de l'el·lestadita               | 4 (4)                                                     | Clorel·lestadita, fluorel·lestadita, hidroxilel·lestadita i mattheddleïta |
| Grup de l'enigmatita                 | 4 (4)                                                     | Enigmatita, krinovita, kuratita i wilkinsonita |
| Grup de l'epidota                    | 11 (11)                                                   | Clinozoïsita, epidota, epidota-(Sr), hancockita, heflikita, mukhinita, niigataïta, piemontita, piemontita-(Pb), piemontita-(Sr) i tweddillita |
| Supergrup de l'epidota               | 34 (34)                                                   | Grup de l'al·lanita, grup de l'åskagenita, grup de la dol·laseïta i grup de l'epidota |
| Grup de l'eudialita                  | 32 (32)                                                   | Al·luaivita, amableïta-(Ce), andrianovita, aqualita, carbokentbrooksita, davinciïta, dualita, eudialita, feklichevita, fengchengita, ferrokentbrooksita, georgbarsanovita, golyshevita, ikranita, ilyukhinita, johnsenita-(Ce), kentbrooksita, khomyakovita, labirintita, manganoeudialita, manganokhomyakovita, mogovidita, odikhinchaïta, oneil·lita, raslakita, rastsvetaevita, selsurtita, sergevanita, siudaïta, taseqita, voronkovita i zirsilita-(Ce) |
| Grup de la fedorita                  | 2 (2)                                                     | Fedorita i martinita |
| Grup del feldespat                   | 20 (20)                                                   | albita, anortita, anortoclasa, banalsita, buddingtonita, celsiana, estronalsita, ferrisanidina, filatovita, hexacelsiana, kokchetavita, kumdykolita, microclina, ortoclasa, paracelsiana, reedmergnerita, rubiclina, sanidina, slawsonita i svyatoslavita |
| Grup de la gatelita                  | 5 (5)                                                     | Ferriperbøeïta-(Ce), ferriperbøeïta-(La), gatelita-(Ce), perbøeïta-(Ce) i perbøeïta-(La) |
| Grup del nom arrel gedrita           | 2 (2)                                                     | Ferrogedrita i gedrita |
| Grup del nom arrel ghoseïta          | 2 (2)                                                     | Ferrighoseïta i la ghoseïta |
| Grup del nom arrel glaucòfan         | 4 (4)                                                     | Ferrofluoroglaucòfan, ferroglaucòfan, fluoroglaucòfan i glaucòfan |
| Grup del granat                      | 14 (14)                                                   | Almandina, andradita, calderita, eringaïta, goldmanita, grossulària, knorringita, majorita, menzerita-(Y), momoiïta, morimotoïta, pirop, spessartina i uvarovita |
| Supergrup del granat                 | 40 (27)                                                   | Grup del granat, grup de la henritermierita, grup de la schorlomita, blythita, khoharita, nikmelnikovita, skiagita i xuïta |
| Grup del nom arrel hastingsita       | 8 (8)                                                     | Fluorohastingsita, hastingsita, magnesiofluorohastingsita, magnesiohastingsita, potassicclorohastingsita, potassicfluorohastingsita, potassichastingsita i potassicmagnesiohastingsita |
| Grup de la hel·landita               | 7 (7)                                                     | Ciprianiïta, ferrihel·landita-(Ce), ferrimottanaïta-(Ce), hel·landita-(Ce), hel·landita-(Y), mottanaïta-(Ce) i tadzhikita-(Ce) |
| Grup de la henritermierita           | 2 (2)                                                     | Henritermierita i holtstamita |
| Grup del nom arrel hjalmarita        | 1 (1)                                                     | Hjalmarita |
| Grup del nom arrel holmquistita      | 4 (4)                                                     | Ferriholmquistita, ferroferriholmquistita, ferroholmquistita i holmquistita |
| Grup de la holtita                   | 3 (3)                                                     | Holtita, nioboholtita i titanoholtita |
| Grup del nom arrel hornblenda        | 8 (8)                                                     | Ferroferrifluorohornblenda, ferroferrihornblenda, ferrofluorohornblenda, ferrohornblenda, magnesioferrifluorohornblenda, magnesioferrihornblenda, magnesiofluorohornblenda i magnesiohornblenda |
| Grup de la joaquinita                | 8 (8)                                                     | Barioortojoaquinita, bielorussita-(Ce), dutkevichita-(Ce), joaquinita-(Ce), ortojoaquinita-(Ce), ortojoaquinita-(La), estroncioortojoaquinita i estronciojoaquinita |
| Grup del nom arrel kaersutita        | 3 (3)                                                     | Ferrikaersutita, ferrokaersutita i kaersutita |
| Grup de la kupletskita               | 4 (4)                                                     | Kupletskita, kupletskita-(Cs), laverovita i niobokupletskita |
| Grup de la lamprofil·lita            | 19 (19)                                                   | Baritolamprofil·lita, bornemanita, delindeïta, emmerichita, epistolita, fluorbaritolamprofil·lita, fluorlamprofil·lita, innelita, kazanskyita, lamprofil·lita, lileyita, nabalamprofil·lita, nechelyustovita, fosfoinnelita, polifita, saamita, xkatulkalita, vuonnemita i zvyaginita |
| Grup del nom arrel leakeïta          | 7 (7)                                                     | Ferrifluoroleakeïta, ferrileakeïta, ferroferrifluoroleakeïta, fluoroleakeïta, oxomanganileakeïta, potassicferrileakeïta i potassicmanganileakeïta |
| Grup de la merrillita                | 9 (9)                                                     | changesita–(Y), hedegaardita, estronciowhitlockita, ferromerrillita, keplerita, matyhita, merrillita, whitlockita i wopmayita |
| Grup de la murmanita                 | 10 (10)                                                   | Betalomonossovita, calciomurmanita, kolskyita, lomonossovita, murmanita, quadrufita, schüllerita, selivanovaïta, sobolevita i vigrishinita |
| Grup de la mica trioctaedral         | 30 (30)                                                   | Aspidolita, balestraïta, efesita, garmita, hendricksita, kreiterita, lepidolita, masutomilita, norrishita, orlovita, polilitionita, preiswerkita, xirokxinita, shirozulita, sokolovaïta, suhailita, tainiolita, trilitionita, wonesita, zinnwaldita i el grup de la biotita |
| Supergrup de la monazita             | 11 (1)                                                    | Huttonita |
| Grup de la nabimusaïta               | 3 (3)                                                     | Ariegilatita, dargaïta i nabimusaïta |
| Grup del nom arrel nybøïta           | 3 (3)                                                     | Ferroferrinybøïta, la fluoronybøïta i la nybøïta |
| Grup del nom arrel obertiïta         | 3 (3)                                                     | Ferriobertiïta, ferroferriobertiïta i manganiobertiïta |
| Subgrup dels ortopiroxens            | 4 (4)                                                     | Donpeacorita, enstatita, ferrosilita i protoenstatita |
| Grup del nom arrel papikeïta         | 2 (2)                                                     | Ferropapikeïta i papikeïta |
| Grup del nom arrel pargasita         | 12 (12)                                                   | Cromiopargasita, ferrocloropargasita, ferrofluoropargasita, ferropargasita, fluoropargasita, manganipargasita, pargasita, potassiccloropargasita, potassicferropargasita, potassicfluoropargasita, potassicpargasita i vanadiopargasita |
| Grup del nom arrel pedrizita         | 8 (8)                                                     | Ferrifluoropedrizita, ferripedrizita, ferroferrifluoropedrizita, ferroferripedrizita, ferrofluoropedrizita, ferropedrizita, fluoropedrizita i pedrizita |
| Supergrup de la perovskita           | 50 (3)                                                    | Subgrup de la bridgmanita i davemaoïta |
| Subgrup de la perrierita             | 7 (7)                                                     | Hezuolinita, matsubaraïta, perrierita-(Ce), perrierita-(La), perrierita-(Nd), rengeïta i estronciochevkinita |
| Grup dels piroxens                   | 30 (30)                                                   | Subgrup dels clinopiroxens i subgrup dels ortopiroxens |
| Grup de la rhodesita                 | 2 (2)                                                     | Melansonita i rhodesita |
| Grup de la rhönita                   | 7 (7)                                                     | Dorrita, høgtuvaïta, leucorhönita, makarochkinita, rhönita, serendibita i welshita |
| Grup del nom arrel richterita        | 5 (5)                                                     | Ferrorichterita, fluororichterita, potassicfluororichterita, potassicrichterita i richterita |
| Grup del nom arrel riebeckita        | 3 (3)                                                     | Fluororiebeckita, magnesioriebeckita i riebeckita |
| Grup de la rinkita                   | 14 (14)                                                   | Batievaïta-(Y), fogoïta-(Y)], götzenita, grenmarita, hainita-(Y), kochita, mosandrita-(Ce), nacareniobsita-(Ce), nacareniobsita-(Y), rinkita-(Ce), rinkita-(Y), rosenbuschita, roumaïta i seidozerita |
| Grup del nom arrel sadanagaïta       | 15 (15)                                                   | Ferrifluorosadanagaïta, ferrisadanagïta, ferroclorosadanagaïta, ferroferrifluorosadanagaïta, ferroferrisadanagaïta, ferrofluorosadanagaïta, ferro-sadanagaïta, fluorosadanagaïta, potassicclorosadanagaïta, potassicferrisadanagaïta, potassicferroclorosadanagaïta, potassicferroferrisadanagaïta, potassicferrosadanagaïta, potassicsadanagaïta i sadanagaïta |
| Grup de la safirina                  | 6 (3)                                                     | Khmaralita, louisfuchsita i safirina |
| Supergrup de la safirina             | 20 (17)                                                   | Grup de la safirina, grup de l'enigmatita, grup de la rhönita, devilliersita, khesinita, surinamita i beckettita |
| Grup de la schorlomita               | 6 (6)                                                     | Hutcheonita, irinarassita, kerimasita, kimzeyita, schorlomita i toturita |
| Supergrup de la seidozerita          | 52 (52)                                                   | Ferroinnelita, nacareniobsita-(Nd), grup de la bafertisita, grup de la lamprofil·lita, grup de la murmanita i grup de la rinkita |
| Grup del nom arrel suenoïta          | 4 (4)                                                     | Clinoferrosuenoïta, clinosuenoïta, protoferrosuenoïta i suenoïta |
| Subgrup de la taipingita             | 2 (2)                                                     | Aluminotaipingita-(CeCa) i Taipingita-(CeCa) |
| Grup del nom arrel taramita          | 5 (5)                                                     | Ferrotaramita, fluorotaramita, potassicferroferritaramita, potassicferrotaramita i taramita |
| Grup de la tobermorita               | 2 (2)                                                     | Cenotobermorita i tobermorita |
| Supergrup de la tobermorita          | 6 (6)                                                     | Clinotobermorita, paratobermorita, plombierita, riversideïta i grup de la tobermorita |
| Grup del nom arrel tschermakita      | 8 (8)                                                     | Ferrifluorotschermakita, ferritschermakita, ferroferrifluorotschermakita, ferroferritschermakita, ferrofluorotschermakita, ferrotschermakita, fluorotschermakita i tschermakita |
| Grup de la turmalina                 | 41 (41)                                                   | Adachiïta, aluminooxirossmanita, bosiïta, cel·leriïta, cromodravita, cromoaluminopovondraïta, darrellhenryita, dravita, dutrowita, elbaïta, ferrobosiïta, feruvita, fluorbuergerita, fluordravita, fluorelbaïta, fluorliddicoatita, fluorschorl, fluortsilaisita, fluoruvita, foitita, liddicoatita, lucchesiïta, magnesiodutrowita, magnesiofoitita, magnesiolucchesiïta, maruyamaïta, olenita, oxicromodravita, oxidravita, oxirossmanita, oxischorl, oxiuvita, oxivanadiodravita, povondraïta, princival·leïta, rossmanita, schorl, tsilaisita, uvita, vanadioxicromiodravita i vanadioxidravita |
| Grup de la västmanlandita            | 1 (1)                                                     | Västmanlandita |
| Grup del nom arrel winchita          | 3 (3)                                                     | Escandiowinchita, ferriwinchita i winchita |
| Grup de la wöhlerita                 | 12 (12)                                                   | Baghdadita, burpalita, cuspidina, hiortdahlita, janhaugita, låvenita, madeiraïta, moxuanxueïta, niocalita, normandita, pilanesbergita i wöhlerita |
| Grup de la zadovita                  | 5 (4)                                                     | Aradita, gazeevita, stracherita i zadovita |

## Grups de la classe X: minerals orgànics
Els grups que contenen minerals de la classe dels minerals orgànics són:
| Grup                   | Espècies al grup (minerals orgànics al grup) i nom de les espècies | Espècies al grup (minerals orgànics al grup) i nom de les espècies    |
| ---------------------- | ------------------------------------------------------------------ | --------------------------------------------------------------------- |
| Grup de la humboldtina | 5 (5)                                                              | Andreibulakhita, gluixinskita, humboldtina, katsarosita i lindbergita |